# JCSAT-14
JCSAT-14 je sedmnáctým telekomunikačním satelitem japonského satelitního operátora SKY Perfect JSAT Group. Na svou prvotní přechodovou dráhu ke geostacionární dráze byl vynesen během čtvrtého startu rakety Falcon 9 v1.2. Byl postaven společností Space System/Loral (SSL), sídlem v kalifornském Palo Altu, na firemní platformě SSL-1300 dle kontraktu uzavřeného v červnu 2013. Jeho orbitálním slotem bude 154° východní délky, kde nahradí JCSAT-2A, jež je se svými čtrnácti lety v poslední fázi své předpokládané životnosti. Se svými dvaceti šesti C-pásmovými a osmnácti Ku-pásmovými transpondéry bude družice poskytovat telekomunikační služby v Asii, Rusku, Oceánii a v ostrovech Tichého oceánu.